# 蝴蝶龍屬
蝴蝶龍（學名：Hudiesaurus）是一屬來自中國的侏羅紀蜥腳下目恐龍。

## 發現
化石於1993年由中國-日本聯合考察團隊在新疆鄯善縣七克台附近所發現。模式種兼唯一種中日蝴蝶龍（H. sinojapanorum）於1997年由董枝明所命名、敘述；屬名由中文的「蝴蝶」直翻，意指脊椎神經棘上的扁平、蝴蝶狀突起；種名除了紀念挖掘化石的考察隊外，也可詮釋為中文的「來自中日」，雙關這項研究的贊助者日本中日新聞社（Chunichi Shinbun）。
目前只知道兩個不完整的標本，出土於吐魯番盆地的沉積岩層，相當於準噶爾盆地的喀拉扎組（Kalazha Formation），地質年代可能屬於侏羅紀晚期，距今約1億6000萬年前。正模標本（編號IVPP V 11120）是一節非常大的前段背椎。另一個標本（編號IVPP P. 11121）是一個部分骨骼，來自較小的個體，在距離正模標本約一公里處發現，由一隻接近完整的右前肢以及牙齒組成，董在研究中將此標本列入本屬；但保羅·阿普徹奇（Paul Upchurch）於2004年認為缺乏重疊性的部位材料而持反對意見。

## 體型
雖然只有碎片化石，蝴蝶龍被認為是很巨型的恐龍，甚至以蜥腳類的標準來看都非常巨大。椎體長55公分。估計體長約20至30公尺。2016年葛瑞格利·保羅估計體長25公尺及體重25噸。2020年莫里納-培雷茲（Molina-Perez）和拉臘曼迪（Larramendi）提出較大的估計值身長30.5公尺及重25噸，並表示該節脊椎可能是頸椎而非胸椎，若是如此則動物將長達35公尺及重55噸。

## 分類
董認為蝴蝶龍與馬門溪龍有親緣關係而將牠歸入馬門溪龍科。2004年阿普徹奇將分類準確性限制於更基礎的真蜥腳類位置。

## 外部連結
- Hudiesaurus （页面存档备份，存于） in the Dinosaur Encyclopaedia
- https://web.archive.org/web/20090425130208/http://www.thescelosaurus.com/eusauropoda.htm
- "How big was Hudiesaurus?" （页面存档备份，存于） Sauropod Vertebra Picture of the Week, January 17, 2008